# Manuel Neira
Manuel Alejandro Neira Díaz (ur. 12 października 1977 w Santiago) – piłkarz chilijski grający na pozycji napastnika.

## Kariera klubowa
Neira piłkarską karierę rozpoczął w klubie CSD Colo-Colo wywodzącym się z jego rodzinnego miasta Santiago. W jego barwach zadebiutował w 1994 roku w lidze chilijskiej i w swoim pierwszym sezonie wywalczył Puchar Chile. W 1996 roku trafił do Everton Viña del Mar, gdzie grał w pierwszym składzie i dzięki zdobyciu 11 goli w lidze powrócił do CSD Colo-Colo, jednak nadal nie występował w wyjściowej jedenastce. Jako rezerwowy wywalczył mistrzostwo fazy Clausura w 1997 roku oraz mistrzostwo Chile w roku 1998. W trakcie sezonu 1998/1999 roku przeszedł do hiszpańskiego UD Las Palmas, jednak przez półtora roku rozegrał tylko 17 spotkań ligowych. W 2000 roku z kolei został zawodnikiem argentyńskiego Racing Club de Avellaneda.
W 2001 roku Neira wrócił do Chile. Najpierw grał w Uniónie Española Santiago, a następnie w kolumbijskiej Américe Cali. W 2002 roku ponownie został napastnikiem CSD Colo-Colo i w kolejnych dwóch sezonach był jego jednym z najlepszych strzelców. Został też mistrzem fazy Clausura w 2002 roku. W 2005 roku wyjechał do meksykańskiego Chiapas FC, jednak dość szybko wrócił do ojczyzny i występował w Uniónie Española. W tym samym roku wywalcyzł mistrzostwo Apertura. W 2007 roku podpisał kontrakt z izraelskim Hapoelem Tel Awiw, ale doznał złamania kostki i ani razu nie pojawił się na boiskach Ligat ha’Al. Wrócił do Uniónu, a w styczniu 2008 stał się zawodnikiem tureckiego Gaziantepsporu.

## Kariera reprezentacyjna
W reprezentacji Chile Neira zadebiutował w 1998 roku. Niedługo potem został powołany przez Nelsona Acostę do kadry na Mistrzostwa Świata we Francji, jednak nie wystąpił tam w żadnym spotkaniu Chile. W 2001 roku był członkiem kadry narodowej na Copa América 2001.